# Petapa
Petapa é uma cidade da Guatemala do departamento de Guatemala.